# Givaldo Barbosa
Givaldo Alves Barbosa, também conhecido como Gica (Salvador, 25 de janeiro de 1954) é um tenista brasileiro que, na carreira profissional, foi número 82 do mundo em simples e 32 em duplas.
Passou a se interessar pelo teatro quando foi jogar em Wimbledon, e não perdeu o gosto pela arte até que foi convidado em 2007 para fazer um curso, já tendo participado de algumas peças como ator.

## Biografia
Considerado um dos melhores do país, começou como pegador de bolas. Foi 32° nas duplas, sendo o sexto melhor brasileiro no ranking. Hoje, dono de uma academia de tênis em São Paulo onde mora, ainda joga torneios de veteranos da Confederação Brasileira de Tênis (CBT) ao lado de nomes como Thomaz Koch e Fernando Roese, além de atuar como técnico.
Com um perfil de vencedor, mostrava talento para o esporte, tendo grande destaque já no primeiro campeonato brasileiro que participou. A partir daí, Gica teve uma carreira incrivelmente ascendente, tornando-se um ótimo tenista profissional e, posteriormente, grande mestre no jogo de tênis.
Fez uma dupla de sucesso com João Soares. Sempre é lembrado pelos títulos em Itaparica.
Foi duas vezes campeão brasileiro. Atingiu o auge quando chegou ao número 32° de duplas em 1984 e em simples, em 1985, quando foi número 82° do mundo.
Gica sempre foi muito conhecido pelo seu excelente toque, que, aliado à sua leve e fácil movimentação de quadra, tornou o seu reconhecido voleio seu maior ganhã-pão. Um mestre tático com muita precisão em suas diversas armas tornou-se uma grande referência e exemplo dentro do cenário do tênis brasileiro.
Gilvado Barbosa é uma figura que reflete muito a dificuldade do tênis brasileiro da época em que surgiu como aspirante a profissional e conta uma história de superação, talento e, acima de tudo, sucesso.

## Títulos
- Simples:
- Campeão brasileiro em 1978 e 1989, vice de 1979 a 1984
- Campeão no Guarujá em 1984

- Duplas:
- Campeão em 1982, 1983 e vice-campeão em 1984 com João Soares
- Campeão em Madrid